# 千島國
千島國（日语：〔〕／ Chishimanokuni */?），是日本明治時代所劃分的地方令制國，隸屬於當時北海道的廣域內。轄區包含千島群島。

## 歷史
- 1869年8月15日：北海道設置11國86郡，千島國成立；轄區包含南千島群島的國後島和擇捉島，下設有國後郡、擇捉郡、振別郡、紗那郡、蘂取郡。[1]
- 1872年：進行人口調查，統計人口為437人。
- 1875年11月：根據庫頁島千島群島交換條約，日本在取得的千島群島北部島嶼分別設立得撫郡、新知郡、占守郡，並編入千島國管轄。
- 1885年1月：原屬根室國花咲郡色丹島獨立設置色丹郡，並編入千島國之管轄。

## 相關項目
- 日本令制國列表
- 千岛群岛